# جزیره گراهام (نوناووت)
جزیره گراهام (نوناووت) (به انگلیسی: Graham Island) یک جزیره در کانادا است که در نوناووت واقع شده‌است. جزیره گراهام ۱٬۳۷۸ کیلومتر مربع مساحت و خالی از سکنه است.